# Face Value
Face Value é o álbum de estreia solo do cantor e compositor inglês Phil Collins, lançado em 13 de fevereiro de 1981 através da Virgin Records. Depois que sua primeira esposa pediu o divórcio em 1979, Collins começou a escrever canções durante uma pausa nas atividades do Genesis, com grande parte do material relacionado à sua vida pessoal. O álbum entre a metade de 1980 e o início de 1981, com Collins e Hugh Padgham como produtores. Músicos adicionais incluem The Phenix Horns, Alphonso Johnson e Eric Clapton.
Face Value obteve sucesso comercial instantâneo e permaneceu no topo da tabela de álbuns do Reino Unido por três semanas, alcançando também a sétima posição na Billboard 200. Desde então, vendeu mais de cinco milhões de cópias nos Estados Unidos e mais de 1.5 milhão no Reino Unido, recebendo grande aclamação por parte dos críticos musicais. O carro-chefe, "In the Air Tonight", lançado em janeiro de 1981, alcançou a segunda posição da tabela de singles do Reino Unido e tornou-se conhecida por seu arranjo de bateria. Em janeiro de 2016, Face Value recebeu uma edição deluxe com faixas bônus e novas fotografias no estilo da versão original mas com Collins nos dias atuais.

## Antecedentes e composição
Em 1978, Collins já era membro da banda inglesa de rock progressivo Genesis há quase oito anos. Depois de passar os primeiros cinco anos como baterista, ele aceitou relutantemente o papel de vocalista do grupo em 1975, após a saída do vocalista original da banda, Peter Gabriel. Três anos depois, após a saída do guitarrista Steve Hackett, a turnê mundial de nove meses do Genesis para promover ...And Then There Were Three... (1978) tornou-se problemática para a esposa de Collins, Andrea, que reclamou que ele não estava em estava em casa o suficiente e que, caso ele se comprometesse com a turnê completa, ela não estaria lá quando ele voltasse. Collins, no entanto, afirmou que a banda estava à beira de um avanço internacional e que a turnê renderia dividendos para o futuro. Porém, ao final da turnê, Andrea decidiu levar os dois filhos para a casa dos pais em Vancouver, no Canadá. Na tentativa de salvar seu casamento, Collins mudou-se para Vancouver, mas a tentativa falhou. Collins voltou para a Inglaterra em abril de 1979, com Andrea concordando em voltar com os filhos.

Com os membros do Genesis Tony Banks e Mike Rutherford trabalhando em seus álbuns solo até 1979, Collins usou parte de seu tempo livre para escrever canções. Ele disse ao Modern Drummer no início daquele ano:
Uma ambição é fazer meu próprio álbum, que terá muita variedade. Eu escrevo coisas musicais, bem como algumas da banda Brand X. Também estou na moda com o que [Brian] Eno faz – aquele tipo de trilha sonora que sempre me interessou – dois ou três minutos apenas de humor. O álbum, quando for lançado, terá muitos estilos diferentes.
Em sua casa em Shalford, Surrey, chamada Old Croft, Collins configurou um sintetizador Sequential Prophet-5, piano, bateria eletrônica Roland CR-78 e um gravador de 8 pistas em seu quarto, e gravou uma coleção de demos com acompanhamento de faixas e letras iniciais. Ele não se preocupou com a qualidade das gravações, pois o que faltou nas gravações teria sido resgatado com a emoção das músicas. Houve inúmeras vezes em que Collins parou de gravar antes do planejado, pois as ideias não estavam funcionando no estúdio, deixando-o para retomar no dia seguinte. Collins baseou a maior parte de Face Value no divórcio e usou um álbum solo como uma válvula de escape para seus sentimentos.
Durante a concepção do álbum, Collins criou uma estreita amizade com John Martyn e contribuiu para Grace and Danger (1980), que continha uma narrativa semelhante relacionada ao divórcio e ao rompimento de relacionamento. Parte do material que Collins escreveu foi interpretado por Genesis em Duke (1980), incluindo "Misunderstanding", cujo arranjo permaneceu inalterado. Ele tocou "In the Air Tonight" e "If Leaving Me is Easy" para o grupo, mas elas foram deixados de fora porque Collins disse que eram "simples demais para a banda".
Os primeiros títulos dos álbuns incluíam Interiors e Exposure. Para lançar o álbum, Collins assinou um contrato solo com a Virgin Records para distribuição no Reino Unido. Ele fez isso para "deixar o ninho" e para garantir que poderia manter total controle criativo sobre a música. Collins também sentiu que lançar o álbum pela Charisma Records, o mesmo selo do Genesis, teria prejudicado seu sucesso devido às noções preconcebidas que as pessoas têm sobre bandas e gravadoras. Collins pensou que um novo selo beneficiaria o ouvinte casual e atrairia um público mais amplo. A Virgin deu a Collins um adiantamento de £65.000 pelo álbum.

## Produção

### Gravações
As sessões de gravação de Face Value aconteceram no Town House em Londres e no Village Recorder em Los Angeles entre agosto e dezembro de 1980. As demos gravadas em 8 pistas foram transferidas para 24 pistas. De acordo com a Classic Albums, no que foi considerado um movimento polêmico na época, Collins, que cresceu ouvindo R&B americano quando criança em Chiswick, decidiu incorporar uma seção de sopros de R&B, contratando The Phenix Horns, que faziam vocais de apoio para Earth, Wind & Fire. Collins perguntou a um contato que conhecia o grupo se eles estavam interessados em tocar e, mediante acordo, seu líder Thomas "Tom Tom 84" Washington se encontrou com Collins, que lhe pediu para cantar as seções onde as trompas seriam colocadas em um gravador. O grupo gravou suas partes no dia seguinte.
Collins produziu o álbum sozinho com a ajuda de Hugh Padgham, que co-produziu vários dos álbuns subsequentes de Collins e Genesis na década de 1980. Inicialmente, ele considerou George Clinton, Maurice White ou Phil Ramone, até perceber que queria apenas que alguém endossasse suas próprias ideias. O engenheiro assistente de gravação Nick Launay foi contratado depois que Collins ficou impressionado com seu trabalho na Public Image Limited. Collins ficou insatisfeito com os testes iniciais do álbum, descrevendo-os como um álbum do Queen, "grande, britânico e frontal". Ele então ouviu vários álbuns de músicos negros, incluindo alguns dos The Jacksons e uma coleção de artistas de soul em sua própria coleção, e percebeu uma ligação comum com o técnico Mike Reese, que trabalhava em um laboratório de masterização em Los Angeles. Reese preparou um corte que deixou Collins satisfeito.

### Canções
O estilo simples de música em Face Value foi fundamentado por Collins como seu gosto pelas melodias simples de Weather Report e pela música negra. Collins incluiu de forma polêmica a programação de bateria em vez de apenas instrumentação de bateria ao vivo, apesar de sua reputação como baterista. Collins disse que queria experimentar sons diferentes e se inspirou no trabalho de seu ex-colega de banda Peter Gabriel, que usou programação de bateria em seu último álbum; Collins fez parte dessas sessões. Muitos dos arranjos das músicas foram feitos por Collins e pelo arranjador Thomas "Tom Tom 84" Washington. Ele incorporou violinos de estilo indiano, tocados por L. Shankar, para texturas adicionais.
A última sessão de gravação de Face Value foi em janeiro de 1981, antes do lançamento do primeiro single, "In the Air Tonight". O CEO da Atlantic Records, Ahmet Ertegun, aconselhou Collins a tocar bateria durante os versos e abertura da música, enquanto a versão do álbum não traz bateria ao vivo até a ponte.
O álbum traz músicas de diversos gêneros. Embora seja tecnicamente uma oferta de rock e pop, a base de muitas das faixas está no R&B com leves influências de funk, especialmente em "I'm Not Moving", para a qual Collins cantou suas origens com um vocoder. "Droned" e "Hand in Hand" são instrumentais de rock progressivo, com o primeiro apresentando um som raga indiano, enquanto "Hand in Hand" apresenta elementos de jazz, um coral infantil negro de Los Angeles cantarolando a música e instrumentação improvisada de Collins e The Phenix Horns. "The Roof Is Leaking" tem delta blues e elementos country. "Behind the Lines" foi originalmente gravada pelo Genesis no álbum Duke (1980) como um número de rock progressivo. Collins elaborou um arranjo inspirado em R&B/funk com trompas depois de acelerar a fita na versão Genesis e pensar que a versão acelerada soava como uma música de Michael Jackson. O cover de "Tomorrow Never Knows", de The Beatles, inclui instrumentos e vocais tocados ao contrário, enquanto Collins forneceu vocais de fundo em várias camadas e bateria esparsa. Depois que a música termina, Collins pode ser ouvido cantando baixinho "Over the Rainbow" em referência ao recente assassinato de John Lennon; esta música final não está listada na maioria dos lançamentos do álbum (sendo a versão original em fita cassete dos EUA uma exceção) e marca a única vez que Collins usou uma faixa escondida em um de seus próprios lançamentos.
Quatro canções que Collins escreveu durante as sessões de Face Value foram inicialmente omitidas: "Misunderstanding" e "Please Don't Ask", que apareceu no álbum Duke (1980) do Genesis, "How Can You Just Sit There" (que eventualmente tornou-se seu single de 1984, "Against All Odds (Take a Look at Me Now)"), e o que se tornaria "Don't Lose My Number", que não seria lançada oficialmente até o terceiro álbum de Collins, No Jacket Required em 1985. De acordo com Collins, "Don't Let Him Steal Your Heart Away" e "Why Can't It Wait 'Til Morning" (de Hello, I Must Be Going!) foram escritas durante as sessões de Face Value.

### Arte
Collins considerou Face Value um projeto altamente pessoal, que deu origem à icônica capa com o rosto de Collins em close-up extremo, originalmente destinada a simbolizar o ouvinte "entrando em sua cabeça"; o verso da capa mostra a parte de trás de sua cabeça, embora a versão em CD do álbum tenha colocado esta imagem no cartão de inserção. Para enfatizar a natureza pessoal do álbum, Collins também escreveu à mão todas as notas do encarte, até mesmo as declarações legais na circunferência externa da etiqueta central do próprio disco. Ambos os principais elementos visuais de Face Value—o close-up facial e as notas manuscritas—se tornariam um tema dos álbuns subsequentes de Collins até Dance into the Light, de 1996. Ao creditar os músicos no encarte, em vez de escrever "Phil Collins", Collins simplesmente escreveu "Me", embora em álbuns futuros ele escrevesse suas iniciais "PC".

## Recepção da crítica
Robin Smith, do Record Mirror, destacou a contenção emocional do álbum, comentando que ele soa menos como uma declaração de "emoção crua" e mais como um "diário" das "decepções, esperanças e fantasias" de Collins. Em Sounds, Hugh Fielder disse que capturou efetivamente a musicalidade "multifacetada" de Collins com canções que variam "de batidas funky a baladas melancólicas com pop ocasionais e pontadas de vanguarda". Allan Jones, do Melody Maker, considerou Face Value uma divergência estilística convincente do trabalho de Collins em Genesis, escrevendo que o álbum "deleita-se em confundir os parâmetros familiares" da música da banda. O crítico da Rolling Stone, Steve Pond, foi mais reservado em seus elogios. Ele elogiou Collins por renunciar aos "conceitos arrojados" do Genesis por um som mais simples enraizado no "pop básico e R&B", mas descobriu que "[seu] coração partido está muito claramente em sua manga, e erros musicais abundam". Pond, no entanto, considerou-o "inconfundivelmente o produto Genesis mais valioso" desde o álbum de estreia de Peter Gabriel em 1977.

## Alinhamento de faixas

### Lançamento original
Todas as canções foram escritas e produzidas por Phil Collins, exceto onde indicado. 	
| Lado um |                       |                                    |                      |         |  |
| N.º     | Título                | Compositor(es)                     | Produtor(es)         | Duração |  |
| 1.      | "In the Air Tonight"  |                                    | Collins Hugh Padgham | 5:34    |  |
| 2.      | "This Must Be Love"   |                                    |                      | 3:55    |  |
| 3.      | "Behind the Lines"    | Collins Mike Rutherford Tony Banks |                      | 3:53    |  |
| 4.      | "The Roof Is Leaking" |                                    |                      | 3:16    |  |
| 5.      | "Droned"              |                                    |                      | 2:49    |  |
| 6.      | "Hand in Hand"        |                                    |                      | 5:20    |  |

| Lado dois      |                         |                            |                |         |  |
| N.º            | Título                  | Compositor(es)             | Produtor(es)   | Duração |  |
| 1.             | "I Missed Again"        |                            |                | 3:41    |  |
| 2.             | "You Know What I Mean"  |                            |                | 2:33    |  |
| 3.             | "Thunder and Lightning" |                            |                | 4:12    |  |
| 4.             | "I'm Not Moving"        |                            |                | 2:33    |  |
| 5.             | "If Leaving Me Is Easy" |                            |                | 4:54    |  |
| 6.             | "Tomorrow Never Knows"  | John Lennon Paul McCartney |                | 4:52    |  |
| Duração total: | Duração total:          | Duração total:             | Duração total: | 47:32   |  |

### Ediçãodeluxe(2016)
| Face Value – Edição deluxe (disco dois) |                                   |                          |         |  |
| N.º                                     | Título                            | Compositor(es)           | Duração |  |
| 1.                                      | "Misunderstanding" (ao vivo)      |                          | 4:42    |  |
| 2.                                      | "If Leaving Me Is Easy" (ao vivo) |                          | 7:23    |  |
| 3.                                      | "In the Air Tonight" (ao vivo)    |                          | 7:51    |  |
| 4.                                      | "Behind the Lines" (ao vivo)      | Collins Rutherford Banks | 3:39    |  |
| 5.                                      | "The Roof Is Leaking" (demo)      |                          | 3:12    |  |
| 6.                                      | "Hand in Hand" (ao vivo)          |                          | 9:47    |  |
| 7.                                      | "I Missed Again" (ao vivo)        |                          | 4:22    |  |
| 8.                                      | "...And So to F" (ao vivo)        |                          | 6:22    |  |
| 9.                                      | "This Must Be Love" (demo)        |                          | 3:44    |  |
| 10.                                     | "Please Don't Ask" (demo)         |                          | 4:01    |  |
| 11.                                     | "Misunderstanding" (demo)         |                          | 2:53    |  |
| 12.                                     | "Against All Odds" (demo)         |                          | 2:58    |  |

## Demos
Houve várias canções que foram omitidas do álbum, incluindo:
- "Please Don't Break My Heart" (demo lançada no website oficial de Collins em 2011)
- "How Can You Sit There? (Against All Odds)" (lançada na edição deluxe de 2016 de Face Value)
- "Misunderstanding" (lançada na edição deluxe de 2016 de Face Value)
- "Please Don't Ask" (lançada na edição deluxe de 2016 de Face Value)

## Desempenho nas tabelas musicais
| Paradas (1981) | Melhor posição. |
| -------------- | --------------- |
| Billboard 200  | 7               |

| Paradas (1984) | Melhor posição |
| -------------- | -------------- |
| Billboard 200  | 76             |

| Ano  | Single               | Parada            | Posição. |
| ---- | -------------------- | ----------------- | -------- |
| 1981 | "Behind The Lines"   | Mainstream Rock   | 58       |
| 1981 | "I Missed Again"     | Mainstream Rock   | 8        |
| 1981 | "I Missed Again"     | Billboard Hot 100 | 19       |
| 1981 | "In the Air Tonight" | Mainstream Rock   | 2        |
| 1981 | "In the Air Tonight" | Billboard Hot 100 | 19       |